# Трагамна
Трагамна (англ. Tragumna; ирл. Tráig na Móna, «дерновый берег») — деревня в Ирландии, находится в графстве Корк (провинция Манстер).